# Paradopaea
Paradopaea là một chi bướm ngày thuộc họ Bướm nâu.